# 道光法親王
道光法親王（1612年4月8日—1678年8月5日），幼名吉宮，是日本江戶時代前期的法親王，生父母是後陽成天皇及古市胤子，後水尾天皇和高松宮好仁親王的異母兄弟。他也是天台宗聖護院及照高院的門跡，戒名遍照寺宮。

## 履歷
元和二年（1621年）入室聖護院，寬永二年（1625年）落飾（出家），次年（寬永三年、1626年）接受親王宣下，成為聖護院第38世門跡。寬永七年（1630年）敘二品及擔任園城寺長吏和天皇護持僧人。萬治元年（1658年）改任京都白川照高院門跡，復興照高院。
同時，道光法親王擅長茶道和書。
| 宗教頭銜            | 宗教頭銜          | 宗教頭銜            |
| ------------------- | ----------------- | ------------------- |
| 前任： 興意入道親王 | 聖護院門跡 第38世 | 繼任： 道周法親王   |
| 前任： 道寬入道親王 | 照高院門跡 第5世  | 繼任： 道尊入道親王 |